# Ladislav Slovák
Ladislav Slovák (10 septembre 1919, Veľké Leváre - 22 juillet 1999, Bratislava) est un chef d'orchestre slovaque.

## Biographie
Ladislav Slovák est entré au Conservatoire de Bratislava, où il a étudié l'orgue et la direction d'orchestre avec Kornel Schimpl. Après avoir obtenu son diplôme en 1945, il est devenu producteur pour la Radio tchécoslovaque à Bratislava. En 1946, il a fondé un chœur amateur, qui a été engagé en 1948 à titre professionnel par la Radio tchécoslovaque. Pendant les dix ans de direction de Ladislav Slovák, l'ensemble a atteint un très haut niveau artistique.
Ladislav Slovák a étudié la direction d'orchestre à l'Académie de Musique de Bratislava avec Václav Talich et a terminé ses études en 1953. En 1954-55, Slovák est devenu l'assistant de Ievgueni Mravinski, pour l'Orchestre philharmonique de Leningrad. Après son retour en Slovaquie, il a été nommé chef d'orchestre principal de l'Orchestre symphonique de la Radio tchécoslovaque à Bratislava. En 1961, il a été nommé chef d'orchestre principal de l'Orchestre philharmonique slovaque.
Il a enregistré l'intégrale des symphonies de Dmitri Chostakovitch et d'Alexander Moyzes pour le label Naxos à la tête de l'Orchestre symphonique de la radio slovaque.